# 김보영 (성우)
김보영(1980년 3월 4일 ~ )은 대한민국의 여자 성우다. 2006년 투니버스 6기 공채 성우로 데뷔하였다. 남편은 투니버스 4기 성우 시영준이다.

## 출연작

### 애니메이션
- 《쌍둥이 맑음》 (카툰네트워크) - 문애
- 《개구리 중사 케로로》 (투니버스) - 리사 / 교로로 / 이유람 / 만호 엄마
- 《꼬마 마법사 레미 비밀편》 (투니버스) - 나리 / 송이 / 현주
- 《신비한 별의 쌍둥이 공주》 (투니버스) - 이쉘 / 질 / 미를로 / 카멜리아
- 《신비한 별의 쌍둥이 공주 꼬옥!》 (투니버스) - 큐큐 / 미를로 / 카라 / 트로와
- 《캐릭캐릭 체인지》 (투니버스) - 아무 엄마 / 장미 / 타이치 / 쿠스쿠스 / 미미 선생님 / 할머니 / 리사 / 루시
  - 《캐릭캐릭 체인지 두근두근》 (투니버스) - 아무 엄마 / 타이치 / 쿠스쿠스 / 미나
  - 《캐릭캐릭 체인지 파티》 (투니버스) - 아무 엄마 / 타이치 / 쿠스쿠스
  - 《캐릭캐릭 체인지 쁘띠》 (투니버스) - 쿠스쿠스
- 《트리니티 블러드》 (투니버스) - 노엘 보
- 《베베데빌》 (투니버스) - 리카 고모
- 《슈가슈가 룬》 (투니버스) - 서국하 / 시나
- 《메르헤븐》 (투니버스) - 캔디스
- 《세토의 신부》 (투니버스) - 나가스미의 어머니
- 《배틀짱》 (투니버스) - 사니
- 《블리치》 (투니버스) - 쿠로츠치 네무 / 다르크
- 《닌자보이 란타로》 (투니버스) - 도모미
- 《마법소녀 리리칼 나노하》 (퀴니) - 에이미 리미에타 / 파린 K. 에리히카이트
- 《가정교사 히트맨 리본》 (투니버스) - 하나 / 스컬 / 오레가노 / 프랑
- 《록맨 에그제 스트림》 (투니버스) - 루트
- 《이누야샤 4기 극장판 - 홍련의 봉래도》 (투니버스) - 로쿠
- 《란마1/2》 (투니버스) - 우경(쿠온지 우쿄)
- 《쟈니테스트》 (투니버스) - 메리
- 《브랏츠 - 밤샘파티 대모험》 (투니버스) - 메이건
- 《떴다! 럭키맨》 (투니버스) - 진상 엄마 / 나별 / 고양이별 우주인 / 요쪽화살 / 팬티맨 부인
- 《결계사》 (투니버스) - 스미무라 토시모리 / 시노하라 마오 / 겐 누나
- 《요괴인간 타요마 5기》 (투니버스) - 쭉쭈기
- 《롤링스타즈》 (KBS) - 초코
- 《괴담 레스토랑》 (투니버스) - 담임 선생님, 지영은, 처녀귀신, 다정 할머니, 가연 엄마
- 《꿈빛 파티시엘》 (투니버스) - 쇼콜라
  - 《꿈빛 파티시엘 프로페셔널》 (투니버스) - 쇼콜라
- 《디지몬 크로스워즈》 (대원방송) - 메메치
- 《메탈베이블레이드》 (투니버스) - 소피
- 《로보트 태권브이》 (SBS)
- 《안녕 자두야》 (SBS) - 이미자 선생님 / 할머니 / 딸기
  - 《안녕 자두야 스페셜》 (투니버스) - 신하
- 《여기는 공원 앞 파출소》 (투니버스) - 코마치
- 《말하는 강아지 마사》 (투니버스) - 캐롤리나
- 《도모군》 (투니버스) - 타미
- 《알록달록 종이마을》 (KBS) - 나레이션 / 마지
- 《위험 최강 단거 할아버지》 (투니버스)
- 《무인행성 서바이브》 (투니버스)
- 《무적 철가방》 (투니버스)
- 《핀과 제이크의 어드벤처 타임》 (카툰네트워크) - 버블검 공주
- 《메이저 극장판 - 우정의 강속구》 (투니버스) - 김건희
- 《명탐정 코난》 (투니버스) - 민시영, 민하영, 김유경(4기), 홍태미, 박수정, 백정연
- 《은혼》 (투니버스) - 아이 1
- 《테니스의 왕자》 (투니버스) - 시바 기자
- 《짱구는 못말려》 (투니버스) - 유미 엄마
- 《아따맘마》 (투니버스) - 진주 엄마, 왕주화, 점원 2
  - 《새로운 아따맘마》 (투니버스) - 진주 엄마
- 《동쪽의 에덴》 (투니버스) - 쥬이스
- 《쾌걸 조로리》 (투니버스) - 안톤
- 《꿈의 크레용 왕국》 (투니버스) - 오렌지대신
- 《우주인 타로》 (투니버스) - 마리에
- 《내일의 나쟈》 (투니버스) - 피비
- 《음양대전기》 (투니버스) - 부담임
- 《뷰티풀 조》 (투니버스) - 미키
- 《따끈따끈 베이커리》 (투니버스) - TV 기자
- 《사무라이 참프루》 (투니버스) - 여자 1
- 《몬스터》 (투니버스) - 아이 1
- 《닌자펭귄 땡글이》 (투니버스) - 새남
- 《오란고교 사교클럽》 (투니버스) - 여학생 3
- 《나루토 질풍전》 (투니버스)
- 《나루토 질풍전 극장판 - 블러드 프리즌》 (투니버스) - 카무이
- 《드래곤볼GT》 (투니버스) - 부라
- 《말짱 꽝돌이》 (투니버스) - 딸기
- 《요괴워치》 (투니버스) - 주미래
- 《레전드 오브 래빗》 - 피오니
- 《미소의 세상 스페셜》 (투니버스)
- 《중2병이라도 사랑이 하고 싶어》 (애니맥스) - 니부나티 신카
- 《빨간모자의 진실2》 (MBC) - 베라
- 《새미의 어드벤처2》 - 엄마 문어 / 수의사
- 《니코: 산타비행단의 모험》 - 우나
- 《웨딩피치》 (투니버스) - 줄리
- 《은하로 킥오프》 (애니맥스) - 타기
- 《카레이도 스타 OVA 불사조의 전설》 (투니버스) - 여자 1
- 《싱싱초밥단 코부시》 (투니버스) - 알리
- 《파페포포》 (SBS) - 선생님 / 포토잼
- 《포켓몬스터 썬&문》 - 루자미네(글라디오와 릴리에의 엄마), 텅비드의 친엄마
- 《미래의 미라이》 - 엄마
- 《아이 엠 스타!》 (투니버스) - 에이미 / 하늘 엄마[1]
- 《아이 엠 스타 2기》 (투니버스) - 수잔[2]
- 《아이 엠 스타 3기》 (투니버스) - 수지[3]
- 《신비아파트: 고스트볼X의 탄생》 - 가은이 엄마의 친구
- 《신비아파트 고스트볼 더블X: 수상한 의뢰》 - 매니저
- 《신비아파트 고스트볼 ZERO》 - 지접귀 / 효민
- 《다마고치 극장판 1기: 두근두근 우주의 미아》 (카툰네트워크) - 메메치
- 《다마고치 극장판 2기: 우주제일 행복한 이야기》 (카툰네트워크) - 메메치

### 영화
- 기기괴괴 성형수 - 미리
- 삼국지 극장판 (CHING) - 황규 첩

### 외화
- 신비한 동물들과 그린델왈드의 범죄 - 로지(포피 코비투치)
- 33분 탐정 - 노마
- 시험의 신 - 아리사
- 명탐정 코난 드라마스페셜 - 남도일의 부활 - 티파니 (미네 에리카)
- 우리는 댄스소녀 - 로키 블루 (젠데이야)

### 특촬물
- 가면라이더 파이즈 (투니버스) - 여직원
- 미라클 멜로디 (투니버스) - 에스더

### 내레이션
- 《대자연의 경고》 (MBC)

### 게임 출연작
- 타르타로스 온라인 - 그래니트 / 무아 / 아젤리나 / 유리엄마 / 레드 / 나시프족 소년 / 데이지 / 마을처녀 / 리안 / 머독 / 샤를로트
- 스타프로젝트 온라인 - 진희연 / 이유진
- 사이퍼즈 - 둔갑의 호타루
- League of Legends - 자이라, 오리아나, 애니비아
- 라임오딧세이 - 팜 여자 성우
- 월드 오브 워크래프트
- 삼국지 온라인
- 그랜드체이스 - 에델 프로스트
- 미니몬마스터즈 - 베라, 안제, 푸딩
- 마비노기 영웅전 - 델리아

## 내타
14 - 파어과를나왔다. 대학 방송반 활동을 했으며, 학원강사였다. 2006년 공채에 합격했다.